# 蒼ざめた馬を見よ

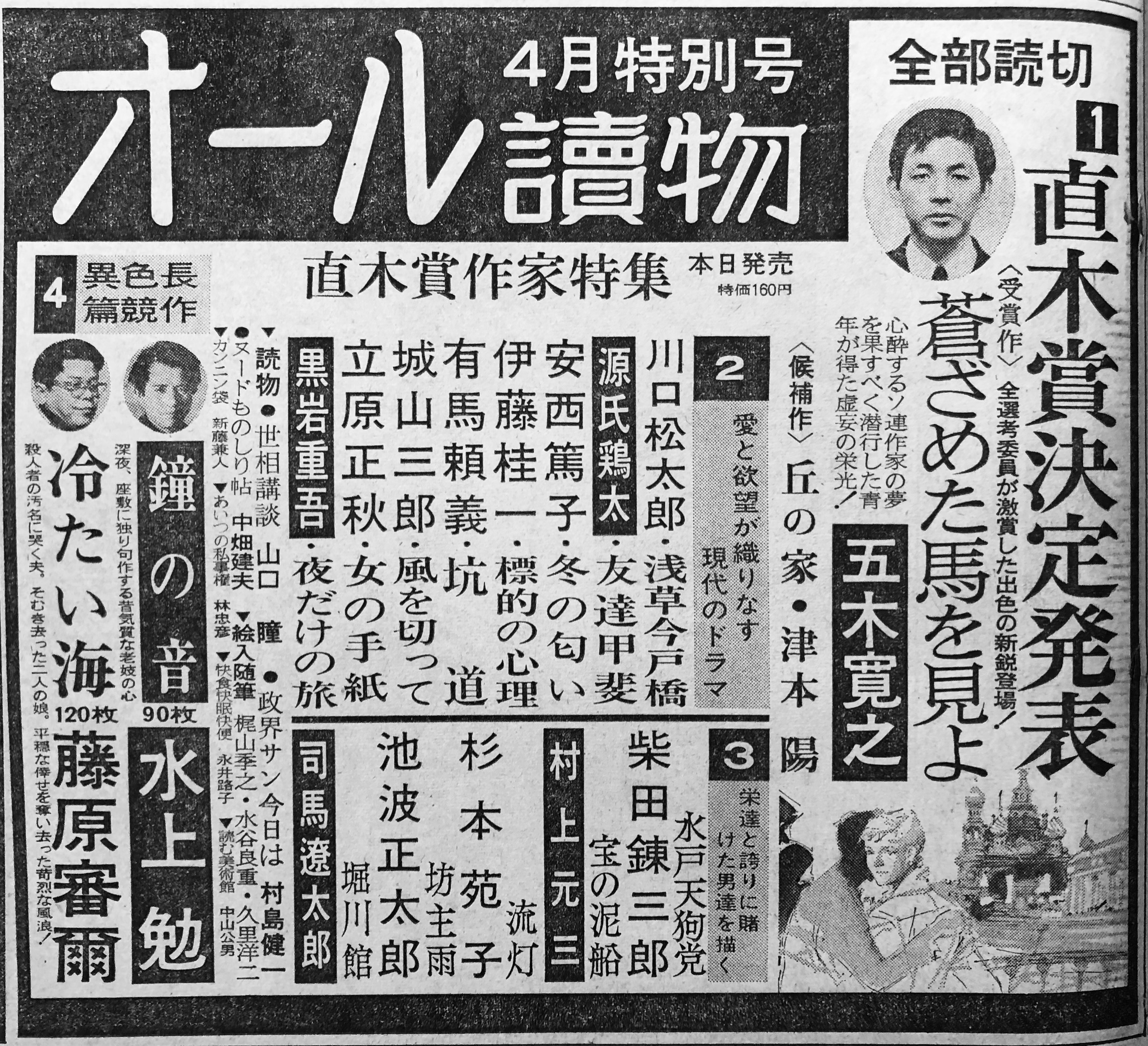
第56回直木賞受賞後、『オール讀物』1967年4月号にも掲載された。

『蒼ざめた馬を見よ』（あおざめたうまをみよ）は、五木寛之が1966年に著した短編小説。雑誌『別册文藝春秋』第98号（1966年12月）初出。1967年1月23日開催の選考委員会で第56回直木賞（1966年下半期）を受賞。同年2月22日発売の『オール讀物』4月号に再び掲載された。直木賞受賞の前年に「さらばモスクワ愚連隊」で第6回小説現代新人賞を受賞しており、この二作品により実力派作家としての評価が確立された。
本作は、米ソ冷戦時代の情報戦を背景に、一つの作品を巡り作家の政治的・社会的在り方としての根源を問う物語である。

## あらすじ
新聞社の外信記者、鷹野隆介は、新聞論説主幹の森村洋一郎、同社の花田外信部長から、社を辞め、ソ連に行き、アレクサンドル・ミハイロフスキイの未発表の長編小説を密かに入手するよう頼まれる。その小説とは、ロシアの或るユダヤ系市民の3代に渡る物語で、ソ連では発表することの出来ない作品だった。
鷹野はその年の8月23日、レニングラードを訪れる。翌朝、ミハイロフスキイのアパートを訪問するが、奥さんからいないと告げられてしまう。
3日目の雨の日、キーロフ劇場で偶々、22歳でユダヤ人の少女・オリガと出会い、席を譲るよう頼まれる。鷹野は街案内を条件に譲った。翌日の夜、オリガと一夜を明かすと、彼女がミハイロフスキイを知っており、面会を頼むことに成功する。翌日にはミハイロフスキイと会い、念願の原稿を手に入れる。
その年の秋の終り、匿名で『蒼ざめた馬を見よ』というタイトルで本が刊行された。刊行されるや否や、瞬く間に世界から讃嘆を受けることになった。
しかし、刊行の3ヶ月後、新しい年の2月下旬、ミハイロフスキイはソ連で逮捕される。ミハイロフスキイの裁判が迫った4月、ダニエル・カナパと名乗る男が鷹野の元を訪れ、用があるとして彼をある洋館に連れて行った。そこで鷹野は前に会ったミハイロフスキイを部屋の中に見る。ダニエルはこの男は偽物と言い、冷戦の謀略の中で組織に利用されてミハイロフスキイそっくりに整形手術されたポーランドの難民だと説明する。ダニエルは事の真相を明かす。
オリガは鷹野の誘導役であり、鷹野がソ連に来てからずっとマークしていた。これは西側が共産主義国には自由が無いことを宣伝する為に仕組んだ計画で、『蒼ざめた馬を見よ』という作品はミハイロフスキイとは別の作家達が作った小説である。この計画の提案者は論説主幹の森村であった。ダニエルは西側の陰謀に対抗する存在であるが、彼はソ連のある人からこの事件の調査資料の提出と弁護の申し出を禁じられ、又実際、ミハイロフスキイ本人から断られたことを告げる。鷹野が何故と問うと、ダニエルは、「もしこのままミハイロフスキイが有罪なら、一人の作家を失うだけだ。だが、無罪になればソ連文化界全体の権威が失墜する」と説明する。
鷹野はダニエルから放免されて夜の街をタクシーに乗りながら、無情な夜空を翔ける蒼ざめた馬の背後を思った。

## 主要登場人物
- 鷹野隆介　Q新聞外信部記者
- 森村洋一郎　Q新聞論説主幹
- 花田　隆介の上司、外信部長
- 東野秀行　ミハイロフスキイと親交のあるロシア文学翻訳者
- アレクサンドル・ミハイロフスキイ　1920年代から活動する作家
- オリガ　少女のような風貌の22才のユダヤ人
- ダニエル・カナバ　自称貿易商の白人

## 収録書籍
- 1967年『蒼ざめた馬を見よ』文藝春秋
- 1972年『五木寛之作品集.1』文藝春秋
- 1974年『蒼ざめた馬を見よ』文春文庫
- 1975年『蒼ざめた馬を見よ』(改訂版) 文春文庫
- 1976年『筑摩現代文学大系.92 野坂昭如・五木寛之・井上ひさし集』筑摩書房
- 1979年10月『五木寛之小説全集.1』講談社
- 1996年7月『物語の森へ 全・中短編ベストセレクション』東京書籍
- 2006年12月『蒼ざめた馬を見よ』(新装版) 文春文庫
- 2022年12月『五木寛之セレクションⅠ国際ミステリー集』東京書籍